# اسکات هریس (ترانه‌سرا)
اسکات هریس (انگلیسی: Scott Harris) ترانه‌نویس و خواننده اهل ایالات متحده آمریکا است. وی از سال ۲۰۱۱ میلادی تاکنون مشغول فعالیت بوده‌است.